# Lou Rawls
Louis Allen Rawls (Chicago, 1 december 1933 – Los Angeles, 6 januari 2006) was een Amerikaanse soul-, gospel-, blues- en jazzzanger.

## Levensloop
In zijn schooltijd was hij bevriend met de soulzanger Sam Cooke, met wie hij in de jaren 50 in een gospelkoor zong: de Teenage Kings of Harmony. Na zijn militaire dienst zong hij bij de groep Pilgrim Travelers. Tijdens een tournee in 1958 kreeg hij een ernstig auto-ongeluk. Hij lag hierna 5½ dag in coma.

### Jazz
In 1962 kreeg hij een contract bij platenmaatschappij Capitol Records. Zijn eerste lp datzelfde jaar was Stormy Monday, een jazzalbum met soul- en jazzpianist Les McCann. De twee volgende albums bij Capitol, Black and Blue en Tobacco Road, waren met een bigband en kenden eveneens succes. Rawls keerde herhaaldelijk naar de jazz terug, onder meer in 2003 met zijn album Rawls Sings Sinatra.

### Rhythm-and-blues
Zijn eerste r&b-nummer, Love Is a Hurtin' Thing, verscheen in 1966 op zijn album Soulin'. Een jaar later kreeg hij zijn eerste Grammy voor zijn single Dead End Street. Hij zou in zijn muzikale carrière uiteindelijk drie Grammy's behalen.

### Soul
In 1976 brak hij wereldwijd door met het album All Things in Time, waarop het nummer You'll Never Find Another Love Like Mine staat. In 1977 behaalde hij nog enkele hits, waaronder See You When I Git There en  Lady Love. In 1989 had hij samen met Dianne Reeves een hit met Fine brown frame.

### Films
Naast het zingen, verscheen hij ook als acteur in een aantal speelfilms, zoals Leaving Las Vegas, Blues Brothers 2000 en Baywatch Nights.

### Liefdadigheid
Rawls was al vanaf 18-jarige leeftijd bezig met een eigen stichting voor kinderen in derdewereldlanden en in oorlogsgebieden. Hij zette zich in voor goede doelen, zoals het United Negro College Fund, dat sinds 1944 beurzen verstrekte aan zwarte middelbare scholieren. Vanaf 1980 organiseerde hij een fondswervingsshow, waarvoor hij veel met name zwarte artiesten wist te strikken. Na zijn dood ging dit project verder als de Lou Rawls Parade.
In december 2005 werd bekend dat Rawls aan longkanker leed en een hersentumor had. Hij overleed op 6 januari 2006 in een ziekenhuis in Los Angeles en werd begraven in Forest Lawn Memorial Park. Hij liet zijn volledige erfenis na aan liefdadigheidsinstellingen.

## NPO Radio 2 Top 2000
| Nummers met noteringen in de NPO Radio 2 Top 2000 | '99  | '00  |
| ------------------------------------------------- | ---- | ---- |
| Fine Brown Frame (met Dianne Reeves)              | 1796 | -    |
| Lady Love                                         | 1855 | 1844 |
| See You When I Git There                          | 1980 | 1859 |

1. ↑  Een '-' betekent dat het nummer niet was genoteerd en een vetgedrukt getal geeft de hoogste notering van een nummer aan.
2. ↑  Deze tabel is bijgewerkt tot en met de laatste editie (2024).